# 깊은넙다리동맥
깊은넙다리동맥(deep artery of thigh, deep femoral artery, profunda femoris artery), 또는 대퇴심동맥은 넙다리동맥의 큰 가지이다. 갈라진 이후 넙다리동맥의 나머지 부분보다 더 깊이, 뒤쪽으로 주행한다.

## 구조
깊은넙다리동맥은 넙다리동맥이 시작되는 지점 직후 뒤가쪽에서 갈라진다. 갈라진 이후로는 넙다리동맥보다 넙다리뼈에 더 가까운 쪽(=더 뒤쪽)에서 넓적다리를 따라 아래쪽으로 주행한다. 두덩근과 긴모음근 사이에서 주행하며, 긴모음근보다 뒤쪽에 위치한다. 주행 도중 큰모음근을 관통하며 따라서 깊은넙다리동맥 끝부분을 넷째관통동맥이라고 부르기도 한다. 깊은넙다리동맥은 넓적다리를 떠나지 않는다.

### 가지
깊은넙다리동맥은 다음과 같은 가지들을 낸다.
- 가쪽넙다리휘돌이동맥[1]
- 안쪽넙다리휘돌이동맥[1]
- 세 개의 관통동맥 - 큰모음근을 관통하여 넓적다리 안쪽칸과 뒤칸으로 이동하며, 무릎 뒤쪽의 오금동맥 가지들과 연결된다.

## 기능
깊은넙다리동맥은 산소가 풍부한 혈액을 넓적다리에 공급하는 주요 동맥이다.

## 추가 이미지

왼쪽 넓적다리 중간 높이에서의 단면.
넓적다리의 동맥 모식도.
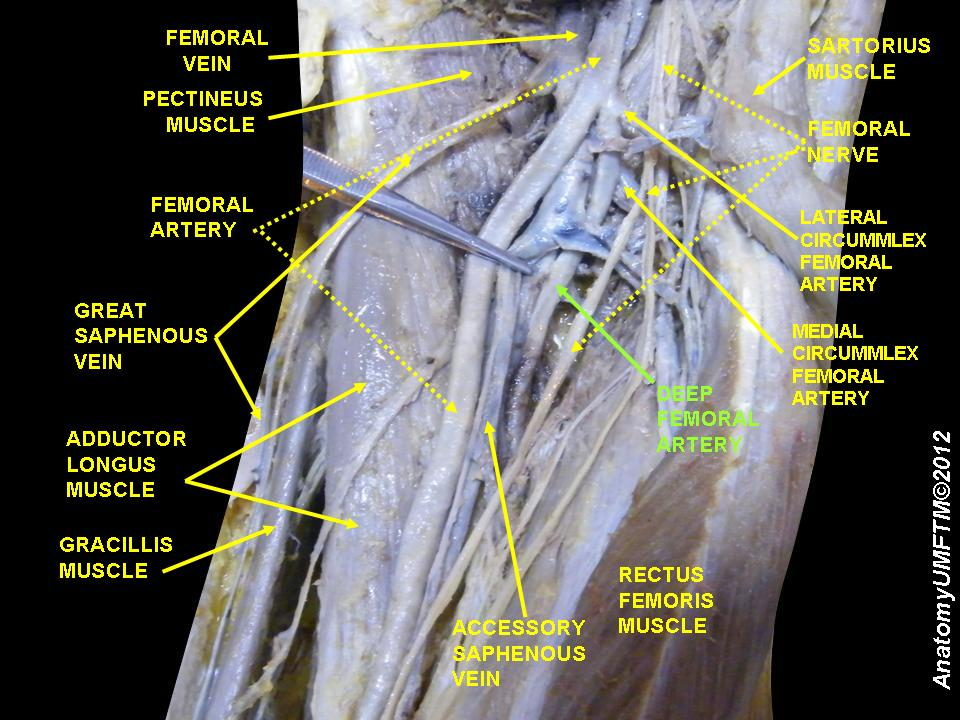
깊은넙다리동맥.
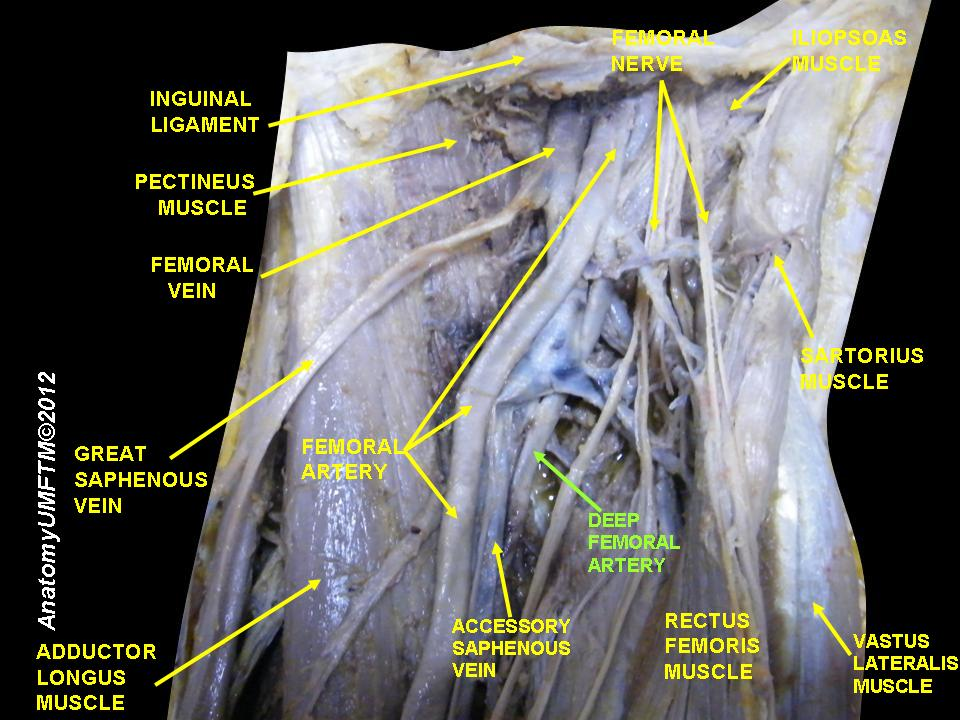
깊은넙다리동맥.
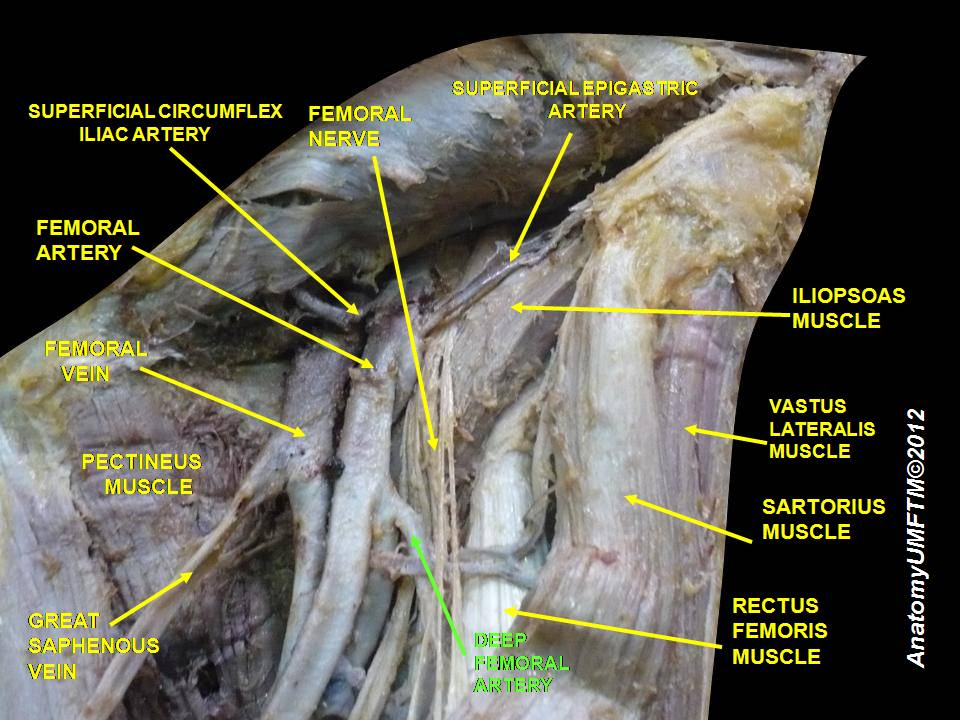
깊은넙다리동맥.

## 참고 문헌
이 문서는 현재 퍼블릭 도메인에 속하는 그레이 해부학 제20판(1918) page 629의 내용을 기초로 작성된 글이 포함되어 있습니다.